# Adalberto Alves
José Adalberto Coelho Alves ComL (Lisboa, 18 de Julho de 1939) é um poeta, pensador, escritor, ensaísta, arabista, historiador, conferencista e jurista português.
Foi agraciado com o Prémio UNESCO Sharjah para a Cultura Árabe de 2008.
Antes do 25 de Abril de 1974 fez activa oposição ao regime salazarista, ao advogar no Tribunal Plenário em defesa de presos políticos, tendo-lhe sido vedado, até ao 25 de Abril, o acesso à Função Pública, pelo que viria a ser reconhecido com o grau de Comendador da Ordem da Liberdade.

## Biografia
Adalberto Alves nasceu e foi criado em Lisboa, apesar das ligações afectivas ao Minho (S. Miguel de Fontoura), terra de seu pai, e ao Alentejo (Beja), terra de sua mãe, lugares onde passava férias na juventude.
Embora de origens modestas, seus pais António Alves e Ana das Dores Coelho Alves proporcionaram-lhe os meios de, após os estudos secundários no Liceu Nacional de Camões, ingressar na Universidade Clássica de Lisboa, onde se licenciou em Direito.
Em 1967 casa com Maria Adelaide de Freitas Barroso, também ela advogada, tendo nascido desse casamento, as filhas Ana e Inês, das quais tem quatro netos: João, Vera, Carolina e Vicente.
Desde muito cedo, os seus interesses centraram-se em áreas diversas como, por exemplo, a Música, as Ciências Naturais, a Poesia, o Cinema e a Filosofia, onde procurou abrir caminho com desiguais resultados. Na Música, depois de breve iniciação nos estudos de violino, com Adolf Clandé, no Conservatório Nacional, passou à Guitarra clássica, com António Vinagre na Escola de Guitarra de Duarte Costa. Mais tarde foi tenor-solista em vários coros, nomeadamente no da Academia de Amadores de Música, sob a direcção de Fernando Lopes-Graça, para quem escreveu o libreto de uma ópera, "D. Sebastião", que este deixou apenas esboçada. Escreveu também as letras para um projectado último disco de Amália, sobre música de Alain Oulman que, por doença da artista, já não chegou a ser gravado.
Na Poesia e Dramaturgia começou cedo: naquela aos treze anos, e nesta aos dezasseis, influenciado pela estética dos Angry Young Men de que era líder principal John Osborne. A inquietação espiritual leva-o a embrenhar-se profundamente nas sagezas do Extremo-Oriente.
Depois de outras ocupações, passa a viver exclusivamente da Advocacia.
Retoma a escrita e publica, em 1979, o seu primeiro livro de poesia, na colecção Unicórnio da Editora Arcádia.
Nunca deixando de escrever poesia, começa a dedicar-se, em princípios dos anos 1980, ao estudo da Civilização Árabe na Universidade Nova de Lisboa, e a aprender os rudimentos da respectiva língua, não mais deixando de estudar e investigar nesse campo.
Vive, desde sempre, em Lisboa, embora tenha os seus refúgios no Alentejo, em Sintra e na região de Ansião, lugares onde ganhou raízes e afectos.

## Habilitações Literárias
- Licenciado em Direito pela Universidade Clássica de Lisboa.
- Formação diversa, nomeadamente, nas áreas do Management e da Psicologia Empresarial (Análise Transaccional).
- Estudos e participações na área musical, nomeadamente, no Conservatório Nacional e na Academia de Amadores de Música (Violino, Guitarra Clássica e Coralista).
- Estudos de Língua e Cultura Árabe (Universidade Nova de Lisboa).

Como naturalista, tem participado, além da observação própria, como membro em instituições como Grupo Lobo, Liga para a Protecção da Natureza e “Associação Portuguesa para o Direito do Ambiente”.
Começa a escrever poesia com 13 anos de idade.
No Cinema, frequenta um curso de iniciação à realização ministrado por António da Cunha Telles.
Em princípio dos anos 80 desperta o seu interesse pela Civilização Árabe e inicia na Universidade Nova de Lisboa, o estudo da respectiva língua, não mais deixando de trabalhar e investigar nesse campo, a par das suas restantes actividades.
Uma vez licenciado em Direito, ingressa, alguns anos depois nos quadros do Banco Pinto & Sotto Mayor, onde virá a desempenhar funções de Director no departamento dos Serviços Jurídicos. Como advogado chega a representar os interesses do Estado Português em tribunais da África do Sul e intervém em alguns processos judiciais de repercussão pública, nomeadamente patrocinando presos políticos durante o regime do Estado Novo.Trabalho Poético e Divulgação da Cultura Árabe
Desde 1985, data da publicação da sua primeira obra em matéria de Arabismo, dedicou-se, persistentemente, à divulgação dos numerosos aspectos da herança árabe em Portugal, com especial enfoque nos domínios como os da Poesia, Espiritualidade Muçulmana (na variante Sufismo), Arquitectura, Filosofia, Música e Língua.
Tal divulgação inclui a da vida e obra de autores luso-árabes, como Al-Mu'tamid, Ibn 'Ammâr, Abû al Wâlid al Bâjî ou Ibn Qasî, revelando aspectos, até então, inéditos para o grande público.
É de salientar a colaboração activa no estabelecimento de pontes de amizade entre o Mundo Árabe e Portugal, com numerosas conferências na Europa, Oriente e Países Muçulmanos. Por exemplo, é de referir a participação tida na geminação entre a cidade de Beja (Portugal) e a cidade de Beja (Tunísia).